# Liste des ordres du règne des protistes
 (mai 2013).
Si vous disposez d'ouvrages ou d'articles de référence ou si vous connaissez des sites web de qualité traitant du thème abordé ici, merci de compléter l'article en donnant les références utiles à sa vérifiabilité et en les liant à la section « Notes et références ».
 (mai 2013).
- Si vous ne connaissez pas le sujet, laissez ce bandeau (vous pouvez alors contacter les auteurs).
- Si vous supprimez le contenu mis en cause (vous pouvez préalablement contacter les auteurs),

argumentez précisément cette suppression dans la page de discussion
(un manque de référence n'est pas un argument ; une recherche réelle de référence doit avoir été effectuée, être formellement documentée).
Cet article fournit la liste des ordres du règne des protistes. Les protistes sont les eucaryotes autres que les animaux (Métazoaires), les champignons (Eumycètes) et les plantes (des Embryophytes aux Archaeplastida, selon les définitions). 

## Classification

### Unikonta

#### PhylumAmoebozoa
- Subphylum Conosa
  - Infraphylum Archamoebae Cavalier-Smith, 1983
    - Class Archamoebea
      - Order Mastigamoebida
      - Order Pelobiontida

  - Infraphylum Mycetozoa
    - Class Stelamoebea
      - Order Protostelida
      - Order Dictyosteliida

    - Class Myxogastrea
      - Order Parastelida
      - Order Echinosteliida
      - Order Liceida
      - Order Trichiida
      - Order Stemonitida
      - Order Physariida
- Subphylum Lobosa (Lobosea)
  - Class Discosea
    - Order Dermamoebida
    - Order Glycostylida
    - Order Himatismenida

  - Class Tubulinea
    - Order Arcellinida
    - Order Leptomyxida
    - Order Tubulinida
- Subphylum Protamoebae
  - Class Breviatea
    - Order Breviatida

  - Class Variosea
    - Order Centramoebida
    - Order Phalansteriida
    - Order Varipodida

#### PhylumChoanozoa
- Subphylum Choanofila
  - Class Choanoflagellatea
    - Order Choanoflagellida
    - Order Acanthoecida

  - Class Filasterea
    - Order Ministeriida

  - Class Ichthyosporea
    - Order Dermocystida
    - Order Ichthyophonida
- Subphylum Cristidiscoidea
  - Class Discicristoidea
    - Order Fonticulida
    - Order Nucleariida

### Bikonta

#### Archaeplastida

##### DivisionGlaucophyta
- Class Glaucophyceae Bohlin, 1901
  - Order Glaucocystales Bessey, 1907

##### DivisionRhodophyta
- Subdivision Cyanidiophytina
  - Class Cyanidiophyceae
    - Order Cyanidiales
- Subdivision Eurhodophytina
  - Class Bangiophyceae Wettst., 1901
    - Order Bangiales
    - Order Goniotrichales Skuja, 1939

  - Class Florideophyceae Cronquist, 1960
    - Subclass Hildenbrandiophycidae
      - Order Hildenbrandiales Pueschel & Cole, 1982

    - Subclass Nemaliophycidae
      - Order Acrochaetiales
      - Order Batrachospermales
      - Order Balliales
      - Order Balbianiales Sheath & K.M. Müller, 1999
      - Order Corallinales
      - Order Colaconematales
      - Order Nemaliales
      - Order Palmariales
      - Order Rhodogorgonales
      - Order Thoreales

    - Subclass Ahnfeltiophycidae
      - Order Ahnfeltiales
      - Order Pihiellales

    - Subclass Rhodymeniophycidae
      - Order Bonnemaisoniales
      - Order Gigartinales F. Schmitz, 1892
      - Order Gelidiales
      - Order Gracilariales
      - Order Halymeniales
      - Order Rhodymeniales F. Schmitz & Engl, 1892
      - Order Nemastomatales Kylin, 1925
      - Order Plocamiales
      - Order Ceramiales
- Subdivision Rhodophytina
  - Class Compsopogonophyceae
    - Order Compsopogonales Skuja, 1939
    - Order Rhodochaetales
    - Order Erythropeltidales Garbary, G.I. Hansen & Scagel, 1980

  - Class Porphyridiophyceae Kylin, 1937
    - Order Porphyridiales Kylin, 1937

  - Class Rhodellophyceae Cavalier-Smith, 1998
    - Order Dixoniellales
    - Order Glaucosphaerales
    - Order Rhodellales

  - Class Stylonematophyceae
    - Order Rufusiales Zuccarello & J.A. West, 2008
    - Order Stylonematales
- Subdivision Metarhodophytina
  - Class Compsopogonophyceae G.W. Saunders & Hommersand, 2004
    - Order Compsopogonales Skuja, 1939
    - Order Erythropeltidales Garbary, 1980
    - Order Rhodochaetales Bessey, 1907

#### Chromalveolata

##### Chromista

###### DivisionHeterokontophyta
- Class Actinochrysophyceae Cavalier-Smith, 1995
  - Subclass Abaxodinae Mikrjukov, 2001
    - Superorder Actinodinea Mikrjukov, 2001
      - Order Actinophryida Hartmann, 1913
      - Order Ciliophryida Febvre-Chevalier, 1985
      - Order Pedinellales Zimmermann, Moestrup & Hällfors, 1984

    - Superorder Rhizochromulinea O´Kelly & Wujek, 1995
      - Order Rhizochromulinales O´Kelly & Wujek, 1994

  - Subclass Silicophycidae Rothmaler, 1951
    - Order Dictyochales Haeckel, 1894
- Class Bacillariophyceae (Bacillariophyta) Haeckel 1878
  - Subclass Eunotiophycidae
    - Order Eunotiales
- Class Bicoecea (Bicosoecea)
  - Order Anoecales Cavalier-Smith, 1997
  - Order Bicoecales Grassé & Deflandre, 1952
- Class Bolidophyceae
  - Order Bolidomonadales
- Class Chrysophyceae (Chrysophyta)
  - Order Chromulinales
- Class Eustigmatophyceae (Eustigmatophyta) Hibberd & Leedale, 1971
  - Order Eustigmatales Hibberd, 1981
- Class Hyphochytridiomycetes
  - Order Hyphochytriales
- Class Labyrinthulomycetes Dick, 2001
  - Order Labyrinthulids
  - Order Thraustochytrids
- Class Oomycetes (Oomycota) G. Winter, 1880
  - Order Albuginales
  - Order Lagenismatales
  - Order Leptomitales
  - Order Myzocytiopsidales
  - Order Olpidiopsidales
  - Order Peronosporales
  - Order Pythiales
  - Order Rhipidiales
  - Order Salilagenidiales
  - Order Saprolegniales
- Class Opalinea
  - Order Opalinida
- Class Pelagophyceae Andersen & Saunders, 1993
  - Order Pelagomonadales Andersen & Saunders, 1993
  - Order Sarcinochrysidales Gayral & Billard, 1977
- Class Phaeophyceae (Phaeophyta) Kjellman, 1891
  - Order Ascoseirales Petrov, 1964
  - Order Cutleriales Bessey, 1907
  - Order Desmarestiales Setchell & Gardner, 1925
  - Order Dictyotales Bory de Saint-Vincent, 1828
  - Order Discosporangiales
  - Order Ectocarpales Bessey, 1907
  - Order Fucales Bory de Saint-Vincent, 1827
  - Order Ishigeales G.Y. Cho & Boo, 2004
  - Order Laminariales Migula, 1909
  - Order Nemodermatales M. Parente, R.L. Fletcher, F. Rousseau & N. Phillips, 2008
  - Order Onslowiales Draisma & Prud'homme van Reine, 2008
  - Order Ralfsiales Nakamura, 1972
  - Order Scytosiphonales Feldmann, 1949
  - Order Scytothamnales A.F. Peters & M.N. Clayton, 1998
  - Order Sphacelariales Migula, 1909
  - Order Sporochnales Sauvageau, 1926
  - Order Syringodermatales E.C. Henry, 1984
  - Order Tilopteridales Bessey, 1907
- Class Pinguiophyceae
  - Order Pinguiochrysidales
- Class Raphidophyceae (Raphidophyta) Chadefaud, 1950
  - Order Raphidomonadales
- Class Synurophyceae Andersen, 1987
  - Order Synurales Andersen, 1987
- Class Xanthophyceae (Xanthophyta) Allorge & Fritsch, 1935
  - Order Botrydiales
  - Order Chloramoebales
  - Order Heterogloeales
  - Order Mischococcales
  - Order Rhizochloridales
  - Order Tribonematales
  - Order Vaucheriales

###### DivisionHaptophyta
- Class Pavlovophyceae
  - Order Pavlovales
- Class Prymnesiophyceae
  - Order Coccolithales Schwarz, 1932
  - Order Isochrysidales Pascher, 1910
  - Order Phaeocystales
  - Order Prymnesiales
  - Order Syracosphaerales
  - Order Zygodiscales

###### DivisionCryptophyta
- Class Cryptophyceae Pascher, 1913
  - Order Cryptomonadales Pascher, 1913
  - Order Goniomonadales

##### Alveolata

###### PhylumCiliophora
- Subphylum Postciliodesmatophora
  - Class Heterotrichea Stein, 1859
    - Order Armophorida
    - Order Clevelandellida
    - Order Heterotrichida
    - Order Licnophorida
    - Order Odontostomatida Sawaya, 1940
    - Order Phacodiniida
    - Order Plagiotomida

  - Class Karyorelictea Corliss, 1974
    - Order Protostomatida
    - Order Loxodida
    - Order Protoheterotrichida
- Subphylum Intramacronucleata
  - Class Spirotrichea
    - Subclass Choreotrichia
      - Order Tintinnida

    - Subclass Hypotrichia
      - Order Euplotida
      - Order Kiitrichida

    - Subclass Stichotrichia

  - Class Litostomatea
    - Subclass Haptoria Corliss, 1974
      - Order Cyclotrichiida
      - Order Haptorida
      - Order Pleurostomatida

    - Subclass Trichostomatia
      - Order Entodiniomorphida
      - Order Vestibuliferida

  - Class Phyllopharyngea
    - Subclass Chonotrichia
      - Order Cryptogemmida
      - Order Exogemmida

    - Subclass Phyllopharyngia
      - Order Chlamydodontida
      - Order Dysteriida

    - Subclass Suctoria
      - Order Endogenida
      - Order Evaginogenida
      - Order Exogenida

  - Class Colpodea
    - Order Colpodida

  - Class Nassophorea
    - Order Nassulida
    - Order Microthoracida
    - Order Synhymeniida

  - Class Prostomatea
    - Order Prostomatida
    - Order Prorodontida

  - Class Plagiopylea
    - Order Plagiopylida Small & Lynn, 1985

  - Class Oligohymenophorea
    - Subclass Peniculia
      - Order Peniculida

    - Subclass Hymenostomatia
    - Subclass Scuticociliatida
      - Order Philasterida
      - Order Pleuronematida
      - Order Thigmotrichida

    - Subclass Astomatia
      - Order Astomatida

    - Subclass Apostomatia
      - Order Apostomatida
      - Order Astomatophorida
      - Order Pilisuctorida

    - Subclass Peritrichia
      - Order Mobilida
      - Order Sessilida

###### PhylumMyzozoa
- Subphylum Apicomplexa
  - Infraphylum Apicomonada
    - Class Apicomonadea
      - Order Colpodellida Cavalier-Smith, 1993

  - Infraphylum Sporozoa
    - Class Aconoidasida Mehlhorn, Peters & Haberkorn, 1980
      - Order Haemosporida Danilewsky, 1885
      - Order Piroplasmorida Wenyon, 1926

    - Class Coccidea
      - Order Agamococcidiorida
      - Order Eucoccidiorida Léger & Duboscq, 1910
      - Order Ixorheorida
      - Order Protococcidiorida

    - Class Gregarinasina
      - Order Archigregarinorida Grassé & Schrével, 1953
      - Order Eugregarinorida
      - Order Neogregarinorida Grassé & Schrével, 1953

    - Class Piroplasmea
      - Order Piroplasmida Wenyon, 1926
- Subphylum Dinozoa
  - Infraphylum Protalveolata
    - Class Colponemea
      - Order Colponemida
      - Order Algovorida

    - Class Myzomonadea
      - Order Voromonadida
      - Order Chilovorida

    - Class Ellobiopsea
      - Order Ellobiopsida

  - Infraphylum Dinoflagellata (Dinophyta) Bütschli, 1885
    - Class Blastodiniophyceae Fensome, 1993
      - Order Blastodiniales Chatton, 1906

    - Class Dinophyceae (Bütschli, 1885) Pascher, 1914
      - Subclass Dinophysiphycidae Möhn & Fensome, 1993
        - Order Dinophysiales Kofoid, 1926

      - Subclass Gymnodiniophycidae Fensome, 1993
        - Order Gymnodiniales Apstein, 1909
        - Order Ptychodiscales Fensome, 1993

      - Subclass Peridiniphycidae Fensome, 1993
        - Order Gonyaulacales Taylor, 1980
        - Order Peridiniales Haeckel, 1894

      - Subclass Prorocentrophycidae Fensome, 1993
        - Order Prorocentrales Lemmermann, 1910

    - Class Noctiluciphyceae Fensome, 1993
      - Order Noctilucales Haeckel, 1894

    - Class Syndiniophyceae Loeblich III, 1976
      - Order Syndiniales Loeblich III, 1976

#### Excavata

##### Eozoa

###### PhylumLoukozoa
- Class Jakobea Cavalier-Smith, 1999
  - Order Jakobida
- Class Malawimonadea
  - Order Malawimonadida

###### PhylumMetamonada
- Subphylum Anaeromonada
  - Class Anaeromonadea
    - Order Trimastigida
    - Order Oxymonadida
- Subphylum Trichozoa
  - Superclass Parabasalia
    - Class Trichomonadea
      - Order Trichomonadida
      - Order Lophomonadida
      - Order Spirotrichonymphida

    - Class Trichonymphea
      - Order Trichonymphida

  - Superclass Carpediemonadia
    - Class Carpediemonadea
      - Order Carpediemonadida

  - Superclass Eopharyngia
    - Class Trepomonadea
      - Subclass Diplozoa
        - Order Distomatida Klebs, 1892
        - Order Giardiida Kunstler, 1882

      - Subclass Enteromonadia
        - Order Enteromonadida

    - Class Retortamonadea
      - Order Retortamonadida

##### Discicristata

###### PhylumPercolozoa
- Class Heterolobosea
  - Order Schizopyrenida Singh, 1952
  - Order Acrasida (Schröter), Page & Blanton, 1985
  - Order Lyromonadida Cavalier-Smith, 1993
- Class Percolatea
  - Order Percolomonadida
  - Order Pseudociliatida Corliss & Lipscomb, 1982

###### PhylumEuglenozoa
- Subphylum Plicostoma
  - Class Euglenoidea Bütschli, 1884
    - Order Euglenales
    - Order Petalomonadida Cavalier-Smith, 1993
    - Order Peranemida Bütschli, 1884
    - Order Rhabdomonadida Leedale, 1967

  - Class Diplonemea
    - Order Diplonemida Cavalier-Smith, 1993
- Subphylum Saccostoma
  - Class Kinetoplastea
    - Order Bodonida Hollande, 1952
    - Order Trypanosomatida (Kent, 1880) Hollande, 1952

#### Rhizaria

##### PhylumCercozoa
- Subphylum Filosa
  - Superclass Reticulofilosa
    - Class Chlorarachnea
      - Order Chlorarachnida

    - Class Spongomonadea
      - Order Spongomonadida

    - Class Proteomyxidea
      - Order Pseudosporida
      - Order Leucodictyida
      - Order Heliomonadida
      - Order Reticulosida

  - Superclass Monadofilosa
    - Class Sarcomonadea
      - Order Metopiida
      - Order Cercomonadida

    - Class Thecofilosea
      - Order Tectofilosida

    - Class Imbricatea
      - Order Thaumatomonadida
      - Order Euglyphida
- Subphylum Endomyxa
  - Class Phytomyxea
    - Order Plasmodiophorida

  - Class Ascetosporea
    - Order Haplosporida
    - Order Paramyxida

##### PhylumRetaria
- Subphylum Foraminifera (Granuloreticulosa) d'Orbigny, 1826
  - Class Athalamea
  - Class Polythalamea
    - Order †Fusulinida
    - Order †Involutinida
    - Order Allogromiida
    - Order Carterinida
    - Order Globigerinida Delage & Hérouard, 1896
    - Order Lagenida
    - Order Lituolida
    - Order Miliolida
    - Order Robertinida Loeblich & Tappan, 1984
    - Order Rotaliida Delage & Hérouard, 1896
    - Order Silicoloculinida
    - Order Spirillinida
    - Order Textulariida Delage & Herouard, 1896

  - Class Schizocladea
  - Class Xenophyophorea
    - Order Psamminida
    - Order Stannomida
- Subphylum Radiozoa
  - Superclass Spasmaria
    - Class Acantharea Haeckel, 1881
      - Order Arthracanthida
      - Order Chaunacanthida
      - Order Holacanthida
      - Order Symphyacanthida

  - Superclass Radiolaria Müller, 1858
    - Class Polycystinea
      - Order Albaillellaria Deflandre, 1953
      - Order Archaeospicularia Dumitrica, 2000
      - Order Collodaria Haeckel 1881
      - Order Entactinaria Kozur & Mostler, 1982
      - Order Latentifistularia Caridroit, 1999
      - Order Nassellaria
      - Order Spumellaria Ehrenberg, 1875

## Autres classifications

### SelonAlgaeBase(10 septembre 2013)[1]
- règne Protozoa
  - embranchement Choanozoa Cavalier-Smith
    - classe Choanoflagellatea
      - ordre Acanthoecida T.Cavalier-Smith
      - ordre Craspedida

    - classe Cristidiscoidea
      - ordre Nucleariida
      - ordre Rozellida

  - embranchement Euglenophyta Pascher
    - classe Bodonophyceae P.C.Silva
      - ordre Bodonales
      - ordre Karotomorphales

    - classe Euglenophyceae Schoenichen
      - ordre Euglenales Bütschli
      - ordre Euglenophyceae incertae sedis
      - ordre Eutreptiales Leedale

  - embranchement Loukozoa Cavalier-Smith
    - classe Jakobea Cavalier-Smith
      - ordre Jakobida Cavalier-Smith

  - embranchement Metamonada (Grassé) Cavalier-Smith
    - classe Trepomonadea Cavalier-Smith
      - ordre Distomatida Klebs

  - embranchement Percolozoa
    - classe Heterolobosea
      - ordre Schizopyrenida

  - embranchement Protozoa incertae sedis
    - classe Ebriophyceae
      - ordre Ebriales Honigberg & al.

### SelonCatalogue of Life(10 septembre 2013)[2]
- règne Protozoa
  - embranchement Apicomplexa
    - classe Conoidasida
      - ordre Eucoccidiorida

  - embranchement Cercozoa
    - classe Phytomyxea
      - ordre Plasmodiophorida

  - embranchement Choanozoa
    - classe Mesomycetozoa
      - ordre Amoebidiales
      - ordre Eccrinales

  - embranchement Ciliophora
    - classe Colpodea
      - ordre Bryometopida
      - ordre Bryophryida
      - ordre Bursariomorphida
      - ordre Colpodida
      - ordre Cyrtolophosidida
      - ordre Grossglockneriida
      - ordre Sorogenida

    - classe Cyrtophoria
      - ordre Chilodonellida
      - ordre Chlamydodontida
      - ordre Cyrtophorida
      - ordre Dysteriida

    - classe Gymnostomatea
      - ordre Cyclotrichida
      - ordre Haptorida
      - ordre Pleurostomatida
      - ordre Prorodontida
      - ordre Pseudoholophryida
      - ordre Spathidiida

    - classe Heterotrichea
      - ordre Armophorida
      - ordre Heterotrichida
      - ordre Plagiotomida

    - classe Hypotrichea
      - ordre Euplotida
      - ordre Oxytrichida
      - ordre Stichotrichida
      - ordre Urostylida

    - classe Karyorelictea
      - ordre Karyorelictida
      - ordre Loxodida
      - ordre Protoheterotrichida
      - ordre Trachelocercida

    - classe Kinetofragminophora
      - ordre Apostomatida
      - ordre Plagiopylida
      - ordre Suctorida
      - ordre Trichostomatida

    - classe Litostomatea
      - ordre Dileptida
      - ordre Tracheliida

    - classe Nassophorea
      - ordre Nassulida
      - ordre Nassulopsida
      - ordre Synhymeniida

    - classe Oligohymenophorea
      - ordre Astomatida
      - ordre Hymenostomatida
      - ordre Peniculida
      - ordre Peritrichida
      - ordre Philasterida
      - ordre Pleuronematida
      - ordre Scuticociliatida

    - classe Oligotrichea
      - ordre Choreotrichida
      - ordre Halteriida
      - ordre Oligotrichida
      - ordre Strombidiida
      - ordre Tintinnida

    - classe Phyllopharyngea
      - ordre Paracinetida

    - classe Prostomatea
      - ordre Prostomatida

    - classe Spirotrichea
      - ordre Kiitrichida
      - ordre Licnophorida
      - ordre Odontostomatida
      - ordre Phacodiniida
      - ordre Protocruziida

  - embranchement Mycetozoa
    - classe Dictyosteliomycetes
      - ordre Dictyosteliales

    - classe Myxomycetes
      - ordre Echinosteliales
      - ordre Liceales
      - ordre Physarales
      - ordre Stemonitales
      - ordre Trichiales

    - classe Protosteliomycetes
      - ordre Ceratiomyxales
      - ordre Protosteliales

  - embranchement Myzozoa
    - classe Perkinsea
      - genre Perkinsus

  - embranchement Percolozoa
    - classe Heterolobosea
      - ordre Acrasida

    - classe Percolatea
      - ordre Pseudociliatida

  - embranchement Sarcomastigophora
    - classe Phytomastigophora
      - ordre Ebriida

    - classe Zoomastigophora
      - ordre Diplomonadida
      - ordre Trichomonadida

  - embranchement Xenophyophora
    - classe Psamminida
      - 4 familles

    - classe Stannomida
      - famille Stannomidae

### SelonWorld Register of Marine Species(10 septembre 2013)[3]
(Taxons marins uniquements):
- embranchement Amoebozoa
  - classe Archamoebea
    - ordre Mastigamoebida
    - ordre Pelobiontida

  - classe Breviatea
    - ordre Breviatida

  - classe Discosea
    - ordre Centramoebida
    - ordre Dactylopodida
    - ordre Dermamoebida
    - ordre Himatismenida
    - ordre Pellitida
    - ordre Stygamoebida
    - ordre Thecamoebida
    - ordre Trichosida
    - ordre Vannellida

  - classe Myxogastrea
    - ordre Echinosteliida
    - ordre Liceida
    - ordre Parastelida
    - ordre Physarida
    - ordre Stemonitida
    - ordre Trichiida

  - classe Stelamoeba
    - ordre Dictyosteliida
    - ordre Protostelida

  - classe Tubulinea
    - ordre Arcellinida
    - ordre Echinamoebida
    - ordre Euamoebida
    - ordre Leptomyxida
    - ordre Nolandida

  - classe Variosea
    - ordre Holomastigaida
    - ordre Phalansteriida
    - ordre Varipodida
- embranchement Apusozoa
  - classe Diphyllatea
    - ordre Diphylleida

  - classe Hilomonadea
    - ordre Micronucleariida
    - ordre Planomonadida

  - classe Thecomonadea
    - ordre Apusomonadida
    - ordre Mantomonadida
- embranchement Choanozoa
  - classe Choanoflagellatea
    - ordre Acanthoecida
    - ordre Craspedida

  - classe Cristidiscoidea
    - ordre Fonticulida
    - ordre Nucleariida
    - ordre Rozellida

  - classe Filasterea
    - ordre Ministeriida

  - classe Ichthyosporea
    - ordre Aphelidida
    - ordre Corallochytida
    - ordre Ichthyosporida
- embranchement Euglenozoa
  - classe Diplonemea
    - ordre Diplonemida

  - classe Euglenoidea
    - ordre Euglenida
    - ordre Eutreptiida
    - ordre Peranemida
    - ordre Petalomonadida
    - ordre Ploeotiida
    - ordre Rhabdomonadida

  - classe Kinetoplastea
    - ordre Eubodonida
    - ordre Neobodonida
    - ordre Parabodonida
    - ordre Prokinetoplastida
    - ordre Trypanosomatida

  - classe Postgaardea
    - ordre Postgaardida
- embranchement Loukozoa
  - classe Jakobea
    - ordre Jakobida

  - classe Malawimonadea
    - ordre Malawimonadida
- embranchement Metamonada
  - classe Anaeromonadea
    - ordre Oxymonadida
    - ordre Trimastigida

  - classe Carpediemonadea
    - ordre Carpediemonadida

  - classe Retortamonadea
    - ordre Retortamonadida

  - classe Trepomonadea
    - ordre Distomatida
    - ordre Enteromonadida
    - ordre Giardiida

  - classe Trichomonadea
    - ordre Lophomonadida
    - ordre Spirotrichonymphida
    - ordre Trichomonadida

  - classe Trichonymphea
    - ordre Trichonymphida
- embranchement Percolozoa
  - classe Heterolobosea
    - ordre Acrasida
    - ordre Schizopyrenida

  - classe Lyromonadea
    - ordre Lyromonadida

  - classe Percolatea
    - ordre Percolomonadida
    - ordre Pseudociliatida

  - classe Pharyngomonadea
    - ordre Pharyngomonadida
- embranchement Picozoa
  - classe Picomonadea
    - ordre Picomonadida